# Pertti Karppinen
Pertti Johannes Karppinen, finski veslač, * 17. februar 1953, Vehmaa.
Karppinen je za Finsko nastopil na petih zaporednih Olimpijskih igrah; 1976, 1980, 1984, 1988 in 1992. 
Karppinen je poleg Vjačeslava Ivanova edini veslač, ki je v enojcu osvojil zlato medaljona treh zaporednih olimpijskih igrah.
Njegova taktika je bila zanimiva, saj je večino tekem začel počasi in je na polovici proge pogosto zaostajal za tekmeci za več dolžin čolna, nato pa je v silovitem finišu prišel na cilj kot zmagovalec. 
Karppinenov najhujši tekmec je bil Nemec Peter-Michael Kolbe. Njun boj za zmage na največjih tekmovanjih je bil eden najhujših v zgodovini veslaškega športa. Kolbe je sicer veslač z največ medaljami z olimpijskih iger in svetovnih prvenstev na svetu v enojcu, toda v svoji karieri mu na olimpijadi ni nikoli uspelo zmagati. Leta 1976 in 1984 je Kolbe celo tekmo vodil, v zadnjih metrih pa ga je Karppinen obakrat uspel prehiteti. 
Pertti Karpinen je na olimpijadi 1988 osvojil sedmo mesto, leta 1992 pa je bil deseti. 
Karppinen je nekaj časa držal tudi svetovni rekord v veslanju na zaprtih progah.